# Francesco Marino Mannoia
Francesco Marino Mannoia surnommé « Mozzarella » (né à Palerme le 5 mars 1951) est un ancien membre de la mafia sicilienne devenu pentito (repenti) en 1989. Le magistrat antimafia Giovanni Falcone, qui a été le premier à l'interroger, a jugé que Marino Mannoia était un témoin intelligent et fiable.

## Biographie
Francesco Marino Mannoia a été élevé à Palerme et a rejoint la famille mafieuse de Santa Maria di Gesù, dirigée par Stefano Bontade. Il était très recherché par les familles de la mafia pour ses compétences en chimie, utilisées pour raffiner l'héroïne destinée au réseau Spatola-Inzerillo-Gambino. Il a appris à raffiner l'héroïne auprès de Antonino Vernengo, alias u dutturi (le médecin) qui est le premier à créer une raffinerie en 1977. Marino Mannoia dit avoir raffiné au moins 1 000 kg d'héroïne pour Bontade. Il est soupçonné d'être impliqué dans au moins dix-sept homicides.
Au cours de la Deuxième guerre de la mafia du début des années 1980, son patron, Stefano Bontade a été assassiné en même temps que des centaines de ses associés. Mannoia n'a survécu que parce qu'il était à l'époque en prison pour trafic de drogue. Il s'est échappé de prison en 1983 avec l'aide de son jeune frère, un tueur à gages nommé Agostino Marino Mannoia. Ils ont rencontré Salvatore Riina le patron du clan des Corleonesi qui les autorise à travailler sous son autorité, ainsi Francesco Marino Mannoia est devenu un important raffineur d'héroïne pour les Corleonesi.
En 1986, il est repris et renvoyé en prison. Le 20 avril 1989, son frère Agostino Marino Mannoia, alors âgé de vingt-trois ans disparaît à jamais. Sa voiture tachée de sang est retrouvée dans la journée. Il s'avéra que les deux frères Mannoia avaient comploté avec Vincenzo Puccio pour renverser Salvatore Riina. La nouvelle s'étant répandue, Agostino Marino Mannoia est le premier des conspirateurs contre Riina à être tué suivi de Puccio et ses frères.
À l'automne 1989, la maîtresse de Marino Mannoia a contacté l'unité Antimafia de la police à Rome, indiquant que le mafioso était prêt à parler. Après des négociations sur sa sécurité, Marino Mannoia et le magistrat Giovanni Falcone ont entamé une série de témoignages le 8 octobre 1989. Il a suivi les traces de Tommaso Buscetta et Salvatore Contorno en devenant informateur de justice. Falcone a jugé Marino Mannoia comme un témoin intelligent et fiable.
Marino Mannoia a pu informer les autorités sur les activités au sein de Cosa Nostra tout au long des années 1980, notamment sur les meurtres sans traces de Filippo Marchese, Rosario Riccobono,Giuseppe Greco et son propre frère Agostino. En représailles sa mère, sa tante et l'une de ses sœurs ont été assassinées dans leur maison de Bagheria.
Marino Mannoia a été admis au programme de protection des témoins aux États-Unis car l'Italie n'avait pas de programme de ce type à l'époque. Aux États-Unis, il a témoigné contre la faction sicilienne de la famille Gambino, les « Gambino de Cherry Hill », John, Rosario et Joe Gambino. Il avait rencontré personnellement John Gambino, qui avait inspecté la qualité de l'héroïne raffinée à Palerme.
Au printemps 1993, il aurait perçu 600 000 $ US lorsqu'il a témoigné contre Giulio Andreotti. À l'époque, il vivait en liberté aux États-Unis avec une indemnité de 3 000 $ US par mois, plus la pension de son père, le tout payé par l'Italie.
Condamné au Maxi-Procès de Palerme, il a purgé une peine de prison cumulée de 17 ans en Italie et aux États-Unis, qu'il a achevée en février 2010. En juin 2011, il retourne en Italie car les conditions de vie aux États-Unis sont inacceptables pour lui et surtout pour sa famille. Son allocation mensuelle en Italie est ramenée à 1 000 euros par mois.
Marino Mannoia fait part de sa désillusion par le peu de récompense et de soutien qu'il a reçu du gouvernement italien par rapport au sacrifice qu'il a fait et aux membres de sa famille qui ont été tués. « Je suis déçu, amer, après tout ce que j'ai fait pour la lutte contre la mafia depuis 1989 ». Il a tenté de se suicider en prenant un cocktail de produits pharmaceutiques en juillet 2011, mais est sauvé par sa femme qui l'a conduit à l'hôpital à temps.

## Témoignages
Marino Mannoia a révélé que Roberto Calvi, le « banquier de Dieu » du Banco Ambrosiano et du Vatican aurait été tué par la mafia parce qu'il avait perdu le produit de la criminalité de Cosa Nostra lors de la faillite du Banco Ambrosiano. Selon Mannoia, le tueur était Francesco Di Carlo, un mafioso vivant à Londres à l'époque, et l'ordre de tuer Calvi venait du chef de la mafia, Giuseppe Calò et Licio Gelli. Lorsque Di Carlo est devenu informateur en juin 1996, il a nié être le tueur, mais a admis avoir été approché par Calò pour faire le travail.
Marino Mannoia affirme que son ancien patron Stefano Bontade avait des relations étroites avec des hommes politiques siciliens, en particulier avec Salvo Lima, homme politique sicilien proche du Premier ministre Giulio Andreotti. En avril 1993, après le meurtre de Lima et des juges Giovanni Falcone et Paolo Borsellino, il a témoigné contre Giulio Andreotti accusé d'association mafieuse affirmant que celui-ci aurait rencontré Stefano Bontade dans les années 1970.
Marino Mannoia a fourni le premier témoignage oculaire compromettant Andreotti. Il décrit une réunion de haut niveau en 1980 avec Salvatore Inzerillo et Stefano Bontade, au cours de laquelle Andreotti serait arrivé avec Lima dans une Alfa Romeo avec vitres pare-balles appartenant aux cousins Salvo. Andreotti serait venu pour protester contre l'assassinat de Piersanti Mattarella tué par la mafia en janvier 1980.
Il a également témoigné sur le meurtre de Mauro De Mauro, un journaliste d'investigation kidnappé et tué par la mafia en 1970. Marino Mannoia aurait reçu l'ordre de Bontade, en 1977 ou 1978, de déterrer plusieurs corps dont celui de De Mauro et de les dissoudre dans de l'acide.
Marino Mannoia a avoué faire partie du groupe qui ont volé La Nativité avec saint François et saint Laurent, un tableau du Caravage disparu depuis son vol en 1969. Il semble que l'œuvre d'art ait été entre les mains de feu le chef de la mafia Rosario Riccobono,.